# Iwona Puchalska
Iwona Ewa Puchalska – polska literaturoznawczyni, doktor habilitowana nauk humanistycznych, profesor uczelni Katedry Komparatystyki Literackiej Wydziału Polonistyki Uniwersytetu Jagiellońskiego.

## Życiorys
Ukończyła filologię polską na Uniwersytecie Jagiellońskim. Studiowała także w ramach stypendium TEMPRA literaturę porównawczą i socjologię na Uniwersytecie Stendhala w Grenoble, gdzie w latach 2001–2004 pracowała także jako lektorka języka polskiego. 24 listopada 2003 obroniła na macierzystej uczelni napisaną pod kierunkiem Małgorzaty Korytkowskiej pracę doktorską Sztuka adaptacji. Literatura romantyczna w operze XIX-wiecznej, 19 lutego 2014 habilitowała się na podstawie pracy zatytułowanej Improwizacja poetycka w kulturze polskiej XIX wieku na tle europejskim. Jest profesorem uczelni  Katedry Komparatystyki Literackiej Wydziału Polonistyki Uniwersytetu Jagiellońskiego.
Jej zainteresowania naukowe obejmują operę, teatr muzyczny, problemy adaptacji, zjawiska improwizacji literackiej oraz uwarunkowania recepcji utworów muzycznych i literackich.